# Bryan Forbes
Bryan Forbes CBE (/fɔrbz/; n. 22 iulie 1926, Greater London, Anglia, Regatul Unit – d. 8 mai 2013, Surrey, Anglia, Regatul Unit) a fost un regizor, soldat, scriitor și actor englez. A fost căsătorit cu actrița și autoarea Nanette Newman din 1955 până la moartea sa în 2013.

## Filmografie selectivă

### Regizor
- 1961 Fluieră în vânt (Whistle Down the Wind)
- 1962 Camera în formă de L (The L-Shaped Room)
- 1964 Séance on a Wet Afternoon
- 1965 Un caid (King Rat)
- 1966 Cutia greșită (The Wrong Box)
- 1967 The Whisperers
- 1968 Cădere mortală (Deadfall)
- 1969 Nebuna din Chaillot (The Madwoman of Chaillot)
- 1971 The Raging Moon
- 1975 Neveste perfecte (The Stepford Wives)
- 1976 The Slipper and the Rose
- 1978 Vis de glorie (International Velvet)
- 1980 Sunday Lovers
- 1983 Mai bine mai târziu decât niciodată (Better Late Than Never)
- 1984 Fața descoperită (The Naked Face)